# The Fair Co-Ed
The Fair Co-Ed is een Amerikaanse filmkomedie uit 1927 onder regie van Sam Wood. Destijds werd de film in Nederland uitgebracht onder de titel De sportkampioene.

## Verhaal
Marion leert de basketbaltrainer Bob kennen. Ze sluit zich aan bij de schoolploeg en wordt er al spoedig de sterspeelster. Omdat ze kwaad wordt door de koele houding van Bob, verlaat ze de ploeg aan de vooravond van een belangrijke wedstrijd. Als haar basketbalploeg vervolgens de partij verliest, behandelen haar medestudenten haar met minachting.

## Rolverdeling
| Acteur            | Personage    |
| ----------------- | ------------ |
| Marion Davies     | Marion       |
| Johnny Mack Brown | Bob          |
| Jane Winton       | Betty        |
| Thelma Hill       | Rose         |
| Lillian Leighton  | Huishoudster |
| Gene Stone        | Herbert      |